# Bulería (album)
Bulería è il secondo album in studio del cantante spagnolo David Bisbal, pubblicato nel 2004.

## Tracce
1. Bulería – 4:13
2. Permítame señora – 4:45
3. Oye el boom – 4:28
4. Esta ausencia – 4:37
5. ¿Cómo olvidar? – 4:34
6. Me derrumbo – 4:11
7. Camina y ven – 4:22
8. Se acaba – 3:55
9. Ángel de la noche – 3:26
10. Desnúdate mujer – 4:41
11. Condenado a tu amor – 4:29
12. Amores del sur – 3:50